# Bolesław Butkiewicz
Bolesław Butkiewicz (ur. 31 października 1883 roku w Dabikiniach, zm. 31 sierpnia 1934 roku w Kownie) – prawnik, wydawca i redaktor prowadzący (w latach 1930-1934) gazety "Dzień Kowieński"

## Życiorys
Urodził się 31 października 1883 roku w Dabikiniach w powiecie możejkowskim. Dorastał w Dabikiniach i w Piłsudach (pow. taurogowski). W 1905 roku ukończył Gimnazjum w Szawlach. Studiował prawo na uniwersytecie w Sankt Petersburgu i Dorpacie. Po skończeniu studiów na Wydziale Prawa Uniwersytetu Dorpackiego, jako Polak, nie mogąc uzyskać posady na Litwie wyjechał do Samarkandy, gdzie pracował jako sędzia śledczy. W 1914 roku przeniósł się do pracy na Kaukazie, gdy przyjechał do rodziny na Litwę, zastał go wybuch I wojny światowej. W 1920 roku w wojnie polsko-bolszewickiej walczył w obronie Polski.
W 1923 roku przeniósł się do Kowna, gdzie zajmował stanowisko sekretarza polskiej frakcji poselskiej. Od 1926 roku pracował jako radca prawny w Kowieńskim Polskim Towarzystwie Drobnego Kredytu. Od 02 września 1927 roku został wydawcą dziennika Dzień Kowieński, a od 26 marca 1930 roku (od numeru 70) był jego wydawcą i redaktorem odpowiedzialnym. W numerze z 24 maja 1930 roku dziennik opisał zamieszki jakie miały miejsce dzień wcześniej w Kownie. Numer został ocenzurowany. Redakcja podjęła decyzję o wydaniu numeru z białymi plamami w miejscu usuniętego tekstu przez cenzora. Butkiewicz, jako redaktor odpowiedzialny, został aresztowany 28 maja 1930 roku i skazany na 3000 litów grzywny z zamianą na 2 miesiące więzienia. Bolesław Butkiewicz odbył karę więzienia, a pieniądze ze zbiórki, zorganizowanej przez Polaków na zapłacenie grzywny, przeznaczył na letni wypoczynek dla dzieci skupionych wokół Towarzystwa "Pochodnia".
Zmarł nagle 31 sierpnia 1934 roku. Pochowany 4 września 1934 w Skaudwilach (pow. taurogowski).